# Leeds United Association Football Club 1973-1974
Questa voce raccoglie le informazioni riguardanti il Leeds United Association Football Club nelle competizioni ufficiali della stagione 1973-1974

## Stagione
Confermatosi alla guida del Leeds dopo una proposta all'Everton saltata per motivi finanziari, Don Revie decise di puntare sulla vittoria della First Division mandando in campo, durante le coppe nazionali ed europee, diversi giocatori facenti parte della squadra delle riserve o comunque non facenti parte della formazione titolare, subendo l'eliminazione da parte di squadre meno accreditate come il Bristol City in FA Cup o il Vitória Setúbal in Coppa UEFA.
I Peacocks - che in sede di calciomercato avevano visto il ritiro di Jack Charlton e la partenza di Gary Sprake, si focalizzarono quindi sul campionato, dove rimasero a punteggio pieno per sette gare per poi mantenere l'imbattibilità per trenta partite distanziando sin da subito le altre avversarie e ratificando la vittoria del secondo titolo nel finale a causa di alcuni risultati negativi ottenuti nel mese di marzo.

## Maglie e sponsor
Nella stagione 1973-1974 si alternano gli sponsor tecnici Admiral e Umbro.
| Casa (Umbro) | Casa (Admiral) | Trasferta (Admiral) |

## Organigramma societario
Area direttiva
- Presidente: Manny Cussins

Area tecnica
- Allenatore: Don Revie
- Allenatore in seconda: Maurice Lindley

## Rosa
| N. |                             | Ruolo | Calciatore               |
| -- | --------------------------- | ----- | ------------------------ |
|    | Scozia (bandiera)           | P     | David Harvey             |
|    | Galles (bandiera)           | P     | Glan Letheran            |
|    | Scozia (bandiera)           | P     | John Shaw                |
|    | Galles (bandiera)           | P     | Gary Sprake              |
|    | Scozia (bandiera)           | P     | David Stewart            |
|    | Inghilterra (bandiera)      | D     | Paul Reaney              |
|    | Inghilterra (bandiera)      | D     | Trevor Cherry            |
|    | Inghilterra (bandiera)      | D     | Nigel Davey              |
|    | Inghilterra (bandiera)      | D     | Paul Madeley             |
|    | Scozia (bandiera)           | D     | Gordon McQueen           |
|    | Inghilterra (bandiera)      | D     | Terry Cooper             |
|    | Inghilterra (bandiera)      | D     | Peter Hampton            |
|    | Inghilterra (bandiera)      | D     | Norman Hunter            |
|    | Irlanda del Nord (bandiera) | D     | Sean O'Neill             |
|    | Scozia (bandiera)           | C     | Billy Bremner (capitano) |

| N. |                        | Ruolo | Calciatore     |
| -- | ---------------------- | ----- | -------------- |
|    | Inghilterra (bandiera) | C     | Roy Ellam      |
|    | Irlanda (bandiera)     | C     | Johnny Giles   |
|    | Scozia (bandiera)      | C     | Billy McGinley |
|    | Galles (bandiera)      | C     | Terry Yorath   |
|    | Inghilterra (bandiera) | C     | Mick Bates     |
|    | Inghilterra (bandiera) | C     | Jimmy Mann     |
|    | Galles (bandiera)      | A     | Carl Harris    |
|    | Inghilterra (bandiera) | A     | Allan Clarke   |
|    | Scozia (bandiera)      | A     | Eddie Gray     |
|    | Scozia (bandiera)      | A     | Frank Gray     |
|    | Scozia (bandiera)      | A     | Gary Liddell   |
|    | Scozia (bandiera)      | A     | Joe Jordan     |
|    | Inghilterra (bandiera) | A     | Mick Jones     |
|    | Scozia (bandiera)      | A     | Peter Lorimer  |

## Risultati

### FA Cup
| 5 gennaio 1974 Terzo turno                | Wolverhampton | 1 – 1   | Leeds Utd | (38 132 spett.) |
| \| \| \| \| \| \| Marcatori \| Lorimer \| |               |         |           |                 |
|                                           |               |         |           |                 |
|                                           | Marcatori     | Lorimer |           |                 |

| 9 gennaio 1974 Terzo turno (Replay)     | Leeds Utd | 1 – 0 | Wolverhampton | (42 747 spett.) |
| \| \| \| \| \| Jones \| Marcatori \| \| |           |       |               |                 |
|                                         |           |       |               |                 |
| Jones                                   | Marcatori |       |               |                 |

| 26 gennaio 1974 Quarto turno                            | Peterborough Utd | 1 – 4                 | Leeds Utd | (28 000 spett.) |
| \| \| \| \| \| \| Marcatori \| Lorimer Jordan Yorath \| |                  |                       |           |                 |
|                                                         |                  |                       |           |                 |
|                                                         | Marcatori        | Lorimer Jordan Yorath |           |                 |

| Arbitro: | Taylor |

|          |           |             |
| Fear 65’ | Marcatori | 41’ Bremner |

| Arbitro: | Taylor |

|  |           |             |
|  | Marcatori | 73’ Gillies |

### League Cup
| Arbitro: | Bent |

|                          |           |  |
| Hamilton 25’ Johnson 77’ | Marcatori |  |

### Coppa UEFA
| Arbitro: | Jonsson |

|              |           |            |
| Amundsen 24’ | Marcatori | 15’ Clarke |

| Arbitro: | Casha |

|                                                   |           |               |
| Clarke 11’, 42’ Jones 20’, 84’ Gray 57’ Bates 62’ | Marcatori | 18’ Pettersen |

| Leeds 24 ottobre 1973, ore 19:30 UTC+0 Sedicesimi di finale - Andata | Leeds Utd | 0 – 0 referto | Hibernian | Elland Road (27 145 spett.)\| Arbitro: \| Palotai \| |
| Arbitro:                                                             | Palotai   |               |           |                                                      |

| Arbitro: | Schiller |

|                                           |                      |                                      |
| Stanton Cropley Blackley D. Bremner Hazel | Tiri di rigore 4 – 5 | Lorimer Gray Bates Clarke B. Bremner |

| Arbitro: | Christophersen |

|            |           |  |
| Cherry 71’ | Marcatori |  |

| Arbitro: | van Gemert |

|                          |           |             |
| Duda 51’, 74’ Torres 62’ | Marcatori | 81’ Liddell |

## Statistiche

### Statistiche di squadra
| Competizione   | Punti | In casa | In casa | In casa | In casa | In casa | In casa | In trasferta | In trasferta | In trasferta | In trasferta | In trasferta | In trasferta | Totale | Totale | Totale | Totale | Totale | Totale | DR  |
| Competizione   | Punti | G       | V       | N       | P       | Gf      | Gs      | G            | V            | N            | P            | Gf           | Gs           | G      | V      | N      | P      | Gf     | Gs     | DR  |
| -------------- | ----- | ------- | ------- | ------- | ------- | ------- | ------- | ------------ | ------------ | ------------ | ------------ | ------------ | ------------ | ------ | ------ | ------ | ------ | ------ | ------ | --- |
| First Division | 62    | 21      | 12      | 8       | 1       | 38      | 18      | 21           | 12           | 6            | 3            | 28           | 13           | 42     | 24     | 14     | 4      | 66     | 31     | +35 |
| FA Cup         | -     | 2       | 1       | 0       | 1       | 1       | 1       | 3            | 2            | 1            | 0            | 6            | 3            | 5      | 3      | 2      | 0      | 7      | 4      | +3  |
| League Cup     | -     | 0       | 0       | 0       | 0       | 0       | 0       | 1            | 0            | 0            | 1            | 0            | 2            | 1      | 0      | 0      | 1      | 0      | 2      | -2  |
| Coppa UEFA     | -     | 3       | 2       | 1       | 0       | 7       | 1       | 3            | 0            | 2            | 1            | 2            | 4            | 6      | 3      | 2      | 1      | 9      | 4      | +5  |
| Totale         |       | 26      | 15      | 9       | 2       | 46      | 20      | 21           | 14           | 9            | 5            | 36           | 22           | 54     | 40     | 18     | 6      | 82     | 41     | +41 |

### Andamento in campionato
Luogo, risultato e posizione seguono l'andamento ufficiale delle giornate.
| Giornata  | 1 | 2 | 3 | 4 | 5 | 6 | 7 | 8 | 9 | 10 | 11 | 12 | 13 | 14 | 15 | 16 | 17 | 18 | 19 | 20 | 21 | 22 | 23 | 24 | 25 | 26 | 27 | 28 | 29 | 30 | 31 | 32 | 33 | 34 | 35 | 36 | 37 | 38 | 39 | 40 | 41 | 42 |
| --------- | - | - | - | - | - | - | - | - | - | -- | -- | -- | -- | -- | -- | -- | -- | -- | -- | -- | -- | -- | -- | -- | -- | -- | -- | -- | -- | -- | -- | -- | -- | -- | -- | -- | -- | -- | -- | -- | -- | -- |
| Luogo     | C | T | T | C | C | T | T | C | T | C  | T  | C  | T  | C  | T  | C  | T  | C  | T  | T  | C  | T  | T  | C  | C  | T  | C  | C  | T  | C  | T  | C  | C  | T  | C  | T  | C  | T  | T  | C  | C  | T  |
| Risultato | V | V | V | V | V | V | V | N | V | N  | N  | V  | V  | V  | N  | V  | N  | N  | V  | V  | V  | V  | N  | N  | V  | N  | N  | V  | V  | N  | P  | N  | V  | P  | P  | P  | V  | V  | N  | N  | V  | V  |
| Posizione | 2 | 2 | 1 | 1 | 1 | 1 | 1 | 1 | 1 | 1  | 1  | 1  | 1  | 1  | 1  | 1  | 1  | 1  | 1  | 1  | 1  | 1  | 1  | 1  | 1  | 1  | 1  | 1  | 1  | 1  | 1  | 1  | 1  | 1  | 1  | 1  | 1  | 1  | 1  | 1  | 1  | 1  |

Fonte:  Premier League 1973/1974 » Schedule, su worldfootball.net.
Legenda:

Luogo: C = Casa; T = Trasferta. Risultato: V = Vittoria; N = Pareggio; P = Sconfitta.

### Statistiche dei giocatori
| Giocatore   | First Division | First Division | FA Cup+League Cup | FA Cup+League Cup | Coppa UEFA | Coppa UEFA | Totale   | Totale |
| Giocatore   | Presenze       | Reti           | Presenze          | Reti              | Presenze   | Reti       | Presenze | Reti   |
| ----------- | -------------- | -------------- | ----------------- | ----------------- | ---------- | ---------- | -------- | ------ |
| M. Bates    | 10             | 2              | 0+0               | 0+0               | 5          | 1          | 15       | 3      |
| B. Bremner  | 42             | 10             | 5+1               | 1+0               | 4          | 0          | 52       | 11     |
| T. Cherry   | 38             | 0              | 5+1               | 0+0               | 6          | 1          | 50       | 1      |
| A. Clarke   | 34             | 13             | 3+0               | 0+0               | 5          | 3          | 42       | 16     |
| T. Cooper   | 2              | 0              | 2+0               | 0+0               | 0          | 0          | 4        | 0      |
| N. Davey    | 0              | 0              | 0+0               | 0+0               | 1          | 0          | 1        | 0      |
| R. Ellam    | 4              | 0              | 2+1               | 0+0               | 4          | 0          | 11       | 0      |
| J. Giles    | 17             | 2              | 2+0               | 0+0               | 1          | 0          | 20       | 2      |
| E. Gray     | 8              | 0              | 0+0               | 0+0               | 1          | 0          | 9        | 0      |
| F. Gray     | 6              | 0              | 1+1               | 0+0               | 6          | 1          | 14       | 1      |
| P. Hampton  | 0              | 0              | 0+0               | 0+0               | 1          | 0          | 1        | 0      |
| D. Harvey   | 39             | -?             | 4+1               | -?+-2             | 4          | -4         | 48       | -6+    |
| N. Hunter   | 42             | 0              | 5+1               | 0+0               | 1          | 0          | 49       | 0      |
| M. Jones    | 31             | 14             | 4+1               | 1+0               | 3          | 2          | 39       | 17     |
| J. Jordan   | 33             | 7              | 5+0               | 2+0               | 4          | 0          | 42       | 9      |
| G. Letheran | 0              | -0             | 0+0               | 0+0               | 1          | -0         | 1        | 0      |
| G. Liddell  | 1              | 0              | 0+1               | 0+0               | 2          | 1          | 4        | 1      |
| P. Lorimer  | 37             | 12             | 5+0               | 2+0               | 5          | 0          | 47       | 14     |
| P. Madeley  | 39             | 2              | 5+1               | 0+0               | 2          | 0          | 47       | 2      |
| J. Mann     | 0              | 0              | 0+0               | 0+0               | 1          | 0          | 1        | 0      |
| B. McGinley | 0              | 0              | 0+0               | 0+0               | 1          | 0          | 1        | 0      |
| G. McQueen  | 36             | 0              | 3+0               | 0+0               | 3          | 0          | 42       | 0      |
| S. O'Neill  | 0              | 0              | 0+1               | 0+0               | 2          | 0          | 3        | 0      |
| P. Reaney   | 36             | 0              | 3+1               | 0+0               | 4          | 0          | 44       | 0      |
| J. Shaw     | 0              | -0             | 0+0               | 0+0               | 1          | -0         | 1        | 0      |
| G. Sprake   | 0              | -0             | -                 | -                 | 1          | -1         | 1        | -1     |
| D. Stewart  | 3              | -?             | 1+0               | 0+0               | 0          | -0         | 4        | 0+     |
| T. Yorath   | 28             | 2              | 3+1               | 1+0               | 6          | 0          | 38       | 3      |